# Idiocysta
Idiocysta is een geslacht van wantsen uit de familie van de Tingidae (netwantsen). Het geslacht werd voor het eerst wetenschappelijk beschreven door William Edward China in 1930.

## Soorten
Het genus bevat de volgende soorten:

- Idiocysta bicolor Drake & Poor, 1943
- Idiocysta dryadis Drake & Poor, 1943
- Idiocysta fijiana Drake & Poor, 1943
- Idiocysta floris Drake & Poor, 1943
- Idiocysta hackeri China, 1930
- Idiocysta takarai Souma, 2020
- Idiocysta vanuana Guilbert, 2001
- Idiocysta vanuatuensis Guilbert, 1999